# Adelheid van Vermandois

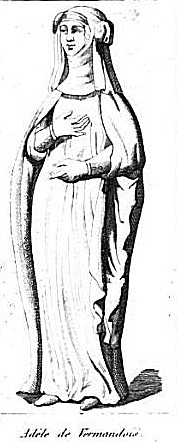
Illustratie voorstellende Adelheid van Vermandois in Histoire générale de France depuis les temps les plus reculés jusqu'à nos jours, 1839

Adelheid van Vermandois (1062 - 1122) was een dochter van graaf Herbert IV van Vermandois en Adelheid van Vexin. Zij was gravin van Vermandois. 

## Biografie
Zij trouwde in  1080 met Hugo, de zoon van koning Hendrik I van Frankrijk. Nadat haar broer Odo de Krankzinnige was afgezet, werden zij en haar echtgenoot graven van Vermandois. In 1117 deed zij afstand van Vermandois ten voordele van haar zoon Roeland. 
Adelheid en Hugo kregen de volgende kinderen:
- Mathilde of Mahaut (? -1130), in 1090 gehuwd met Roland I van Beaugency (1068-1113)
- Agnes (1085- na 1127), gehuwd met Bonifatius van Savona, markgraaf van Vasto
- Constance (?1086-na 1126),gehuwd met Godfried van Ferthé-Gaucher, burggraaf van Meaux
- Isabella (ook wel: Elisabeth) (voor 1088-1131), gehuwd met Robert van Beaumont, graaf van Meulan, en met Willem II van Warenne, graaf van Surrey
- Roeland I (1094-1152)
- Hendrik (?1091-1130), heer van Chaumont en Vexin
- Simon (?1093-1148), bisschop van Noyon
- Willem ( - na 1096), gehuwd met Isabella, dochter van Lodewijk VI van Frankrijk.
- Beatrix (?1082-na 1144), gehuwd met Hugo III van Gournay

Nadat Hugo op kruistocht was omgekomen, hertrouwde Adelheid in 1103 met Reinout II van Clermont, met wie ze een dochter had,  Margaretha (1104-1150). In 1117 had Adelheid de hulp nodig van koning Lodewijk VI van Frankrijk tegen de psychopate roofridder Thomas I van Coucy die haar stad Amiens had bezet. Zij gaf deze stad twee jaar later als bruidsschat aan Margaretha bij haar huwelijk met Karel de Goede, graaf van Vlaanderen. Na de dood van Karel huwde Margaretha met Hugo III van Saint-Pol.

## Voorouders
| Voorouders van Adelheid van Vermandois (1062-1122) | Voorouders van Adelheid van Vermandois (1062-1122)                             | Voorouders van Adelheid van Vermandois (1062-1122)                             | Voorouders van Adelheid van Vermandois (1062-1122)                             | Voorouders van Adelheid van Vermandois (1062-1122)                             |                                                                                |
| -------------------------------------------------- | ------------------------------------------------------------------------------ | ------------------------------------------------------------------------------ | ------------------------------------------------------------------------------ | ------------------------------------------------------------------------------ | ------------------------------------------------------------------------------ |
| Overgrootouders                                    | Herbert III van Vermandois (954-1000) ∞ 987 Ermengarde (945-1015)              | ? (-) ∞ ? (-)                                                                  | Rudolf III van Valois (1000–1038) ∞ Adelheid van Breteuil (1005-1051)          | Nocher III van Bar-sur-Aube (980-1040) ∞ ? (-)                                 |                                                                                |
| Grootouders                                        | Otto van Vermandois (990–1045) ∞ Pavia (-)                                     | Otto van Vermandois (990–1045) ∞ Pavia (-)                                     | Rudolf IV van Vexin (1021-1074) ∞ Adelheid van Boves (1010-1053)               | Rudolf IV van Vexin (1021-1074) ∞ Adelheid van Boves (1010-1053)               |                                                                                |
| Ouders                                             | Herbert IV van Vermandois (1032-1080) ∞ 1060 Adelheid II van Vexin (1040-1077) | Herbert IV van Vermandois (1032-1080) ∞ 1060 Adelheid II van Vexin (1040-1077) | Herbert IV van Vermandois (1032-1080) ∞ 1060 Adelheid II van Vexin (1040-1077) | Herbert IV van Vermandois (1032-1080) ∞ 1060 Adelheid II van Vexin (1040-1077) | Herbert IV van Vermandois (1032-1080) ∞ 1060 Adelheid II van Vexin (1040-1077) |